# 山名堯政
山名 堯政（やまな あきまさ / たかまさ、天正13年（1585年） - 元和元年5月7日（1615年6月3日））は、安土桃山時代から江戸時代前期にかけての武将。

## 生涯
山名堯熙の子。与五郎。摂津国に生まれる。父ともに豊臣秀吉の馬廻衆となる。のちに山名豊国を介して徳川家康の家臣になることを乞うが容れられず、大坂に居住する。
慶長20年（1615年）の大坂夏の陣において戦死した。
子の清水恒豊は父親の戦死時に8歳だったが、京都六条に潜居し旧臣清水正親並びに山名豊国の尽力により、正親の養子として幕臣となる。